# سول سايكدلي
السول السايكدلي (بالإنجليزية: Psychedelic soul)‏ (أحيانا يسمى الروك الأسود أو يجمع مع الفانك السايكدلي) هو نوع موسيقي ظهر في أواخر عقد 1960 ونتج عن اهتمام موسيقيي السول بمكونات من الروك السايكدلي، مثل تقنيات إنتاجه والآلات الموسيقية المستخدمة فيه ووحدات المؤثرات الصوتية وتأثير المخدرات. عرف هذا النوع أوج شهرته في أواخر عقد 1960 واستمر إلى عقد 1970، وقد لعب دورا كبيرا في تطوير الفانك والديسكو. من بين الموسيقيين والفرق البارزة في هذا النوع فرقة Sly and the Family Stone، جيمي هندريكس، وفرقة the Temptations. من بين الموسيقيين والفرق الشعبية التي اعتمدت صوتا سايكدليا ستيفي وندر، وفرقة the Supremes. من أبرز فرق السول السايكدلي التي عرفت شهرة the Chambers Brothers و the 5th Dimension و إدوين ستار ومجموعتي Funkadelic و Parliament لجورج كلينتون.